# Église Saint-Beheau de Priziac
L'église Saint-Beheau est une église catholique située à Priziac, en France. L'édifice est inscrit au titre des monuments historiques par arrêté du 20 juin 1925. 

## Localisation
L'église est située dans le département français du Morbihan, sur la commune de Priziac, au chef-lieu de la commune. 

## Historique
L'église est placée sous le vocable de saint Beheau, un saint dont la vie est totalement inconnue, à tel point que le clergé local tenta de le substituer au début du XVIIe siècle par saint Avit. Mais les paroissiens s'y opposèrent fermement.
Le territoire de la paroisse appartenait à la fois à l'abbaye Sainte-Croix de Quimperlé et aux Hospitaliers de l'ordre de Saint-Jean de Jérusalem.
L'édifice primitif date du XIIe siècle mais a subi de nombreux remaniements par la suite. De la construction initiale subsistent cependant les piles de la croisée, les supports sud, les bras du transept, le mur-gouttereau sud et les murs du chœur. Le chœur est reconstruit au XVe siècle.  Au XVIe siècle, on édifie la chapelle sud et on reprend la chapelle existant au nord du chœur ainsi que les arcs de la croisée de transept. Au XIXe siècle, on reconstruit le collatéral nord et une fausse voûte en plâtre et brique vient couvrir la nef et le transept. Un projet de reconstruction totale fut envisagé en 1899 mais, faute d'argent, seul le grand clocher-porche occidental et le départ des collatéraux, sans rapport avec le reste de l'édifice, furent construits. Le clocher s'élevait à l'origine sur le carré du transept, aujourd'hui disparu.

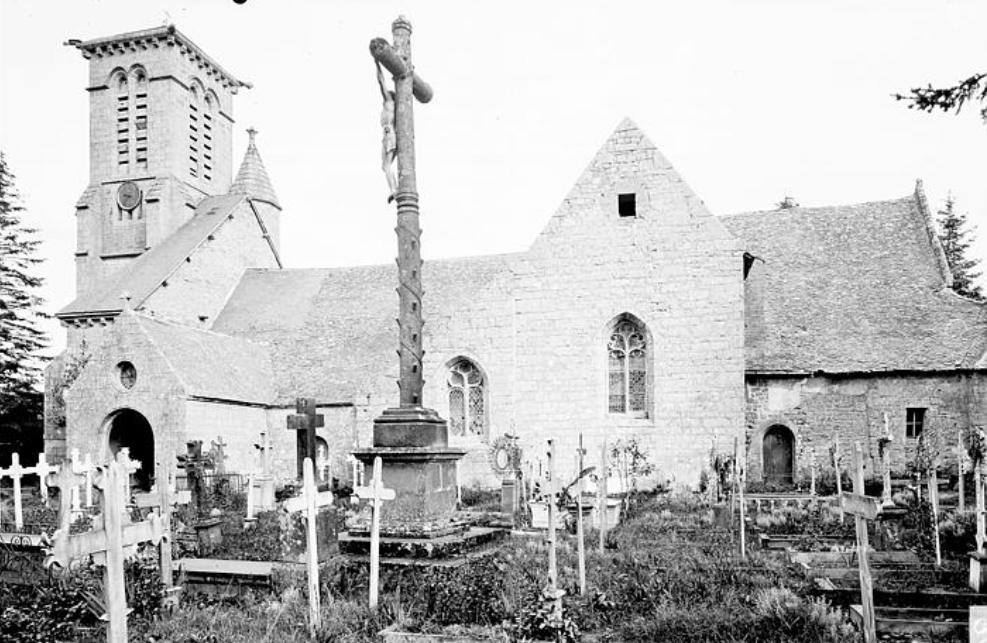
L'église Saint-Beheau et le cimetière en 1922.

## Structure
L'église, dont le plan est en croix latine, comporte : un porche ouvrant sur la première travée de la nef, un clocher-porche occidental, une nef de quatre travées à trois vaisseaux, un transept peu saillant, un chœur formé par le prolongement du vaisseau central et terminé par un mur plat, deux grandes chapelles de part et d'autre du chœur. Celles-ci devaient présenter le même plan atypique que celles de Saint-Pierre-et-Saint-Paul de Fouesnant, s'ouvrant sur les bras du transept et la croisée par un arc de plein cintre. 

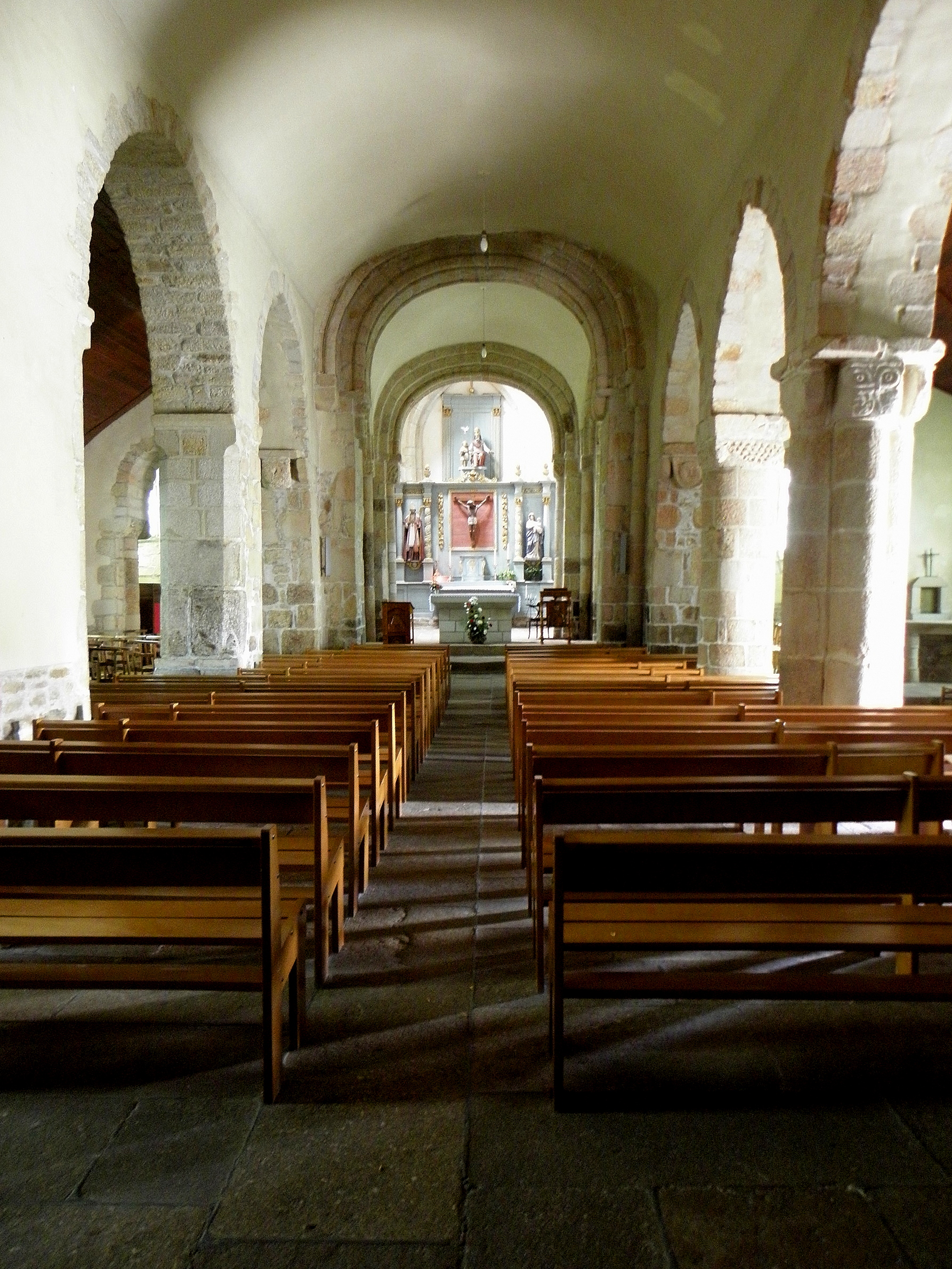
Vue intérieure de la nef et du chœur de l'église Saint Béheau.
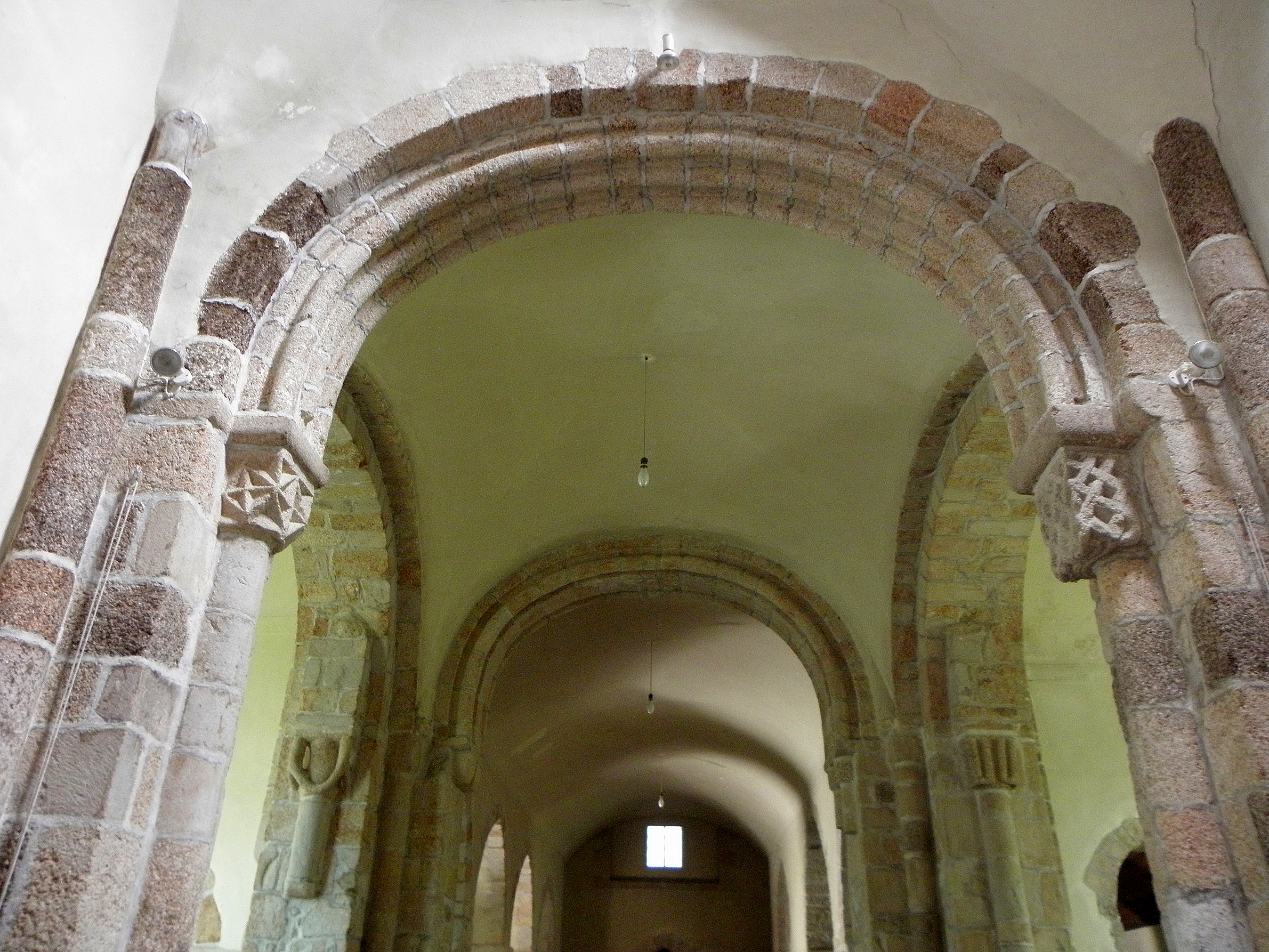
Croisée
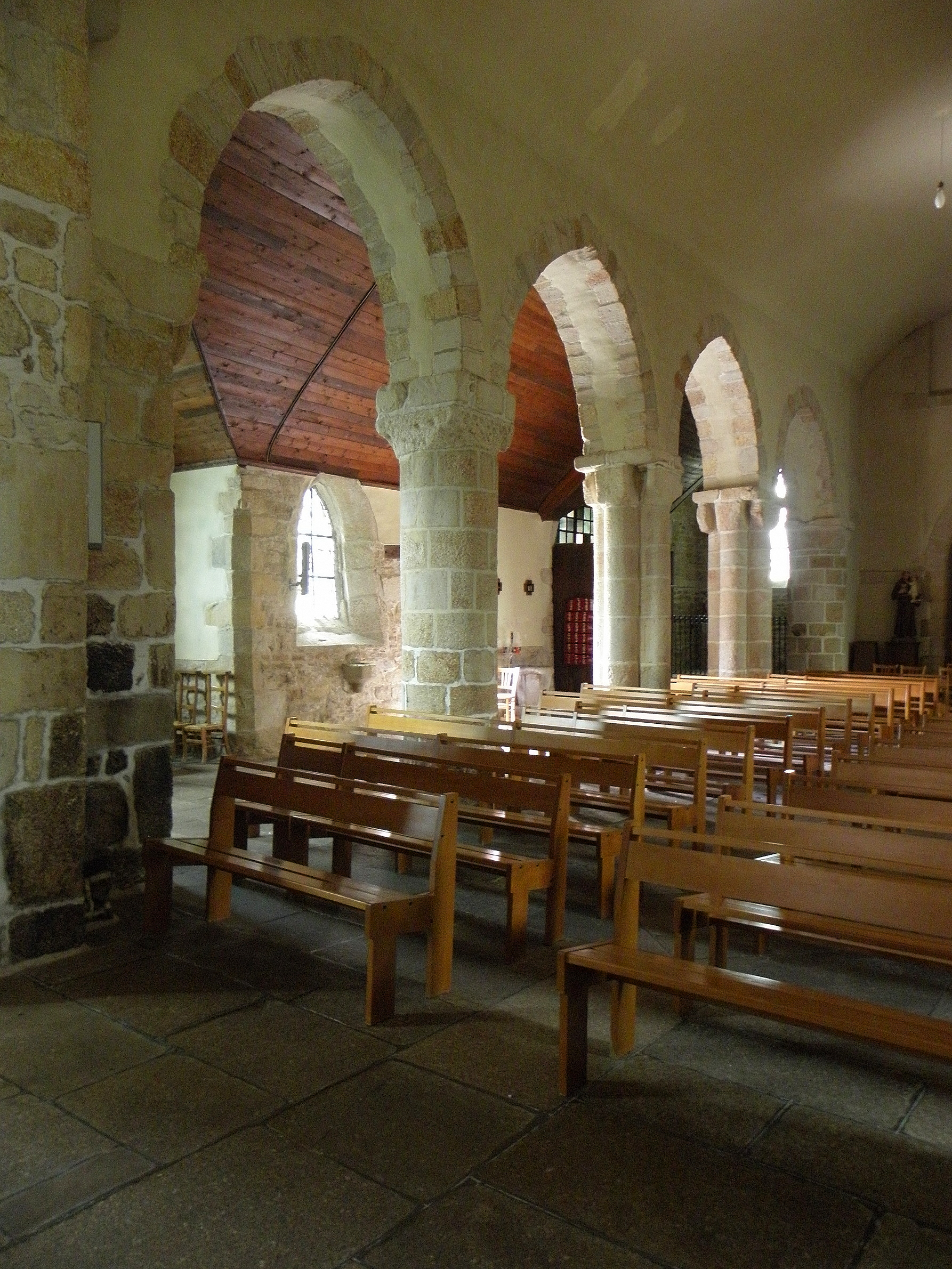
Alternance des supports
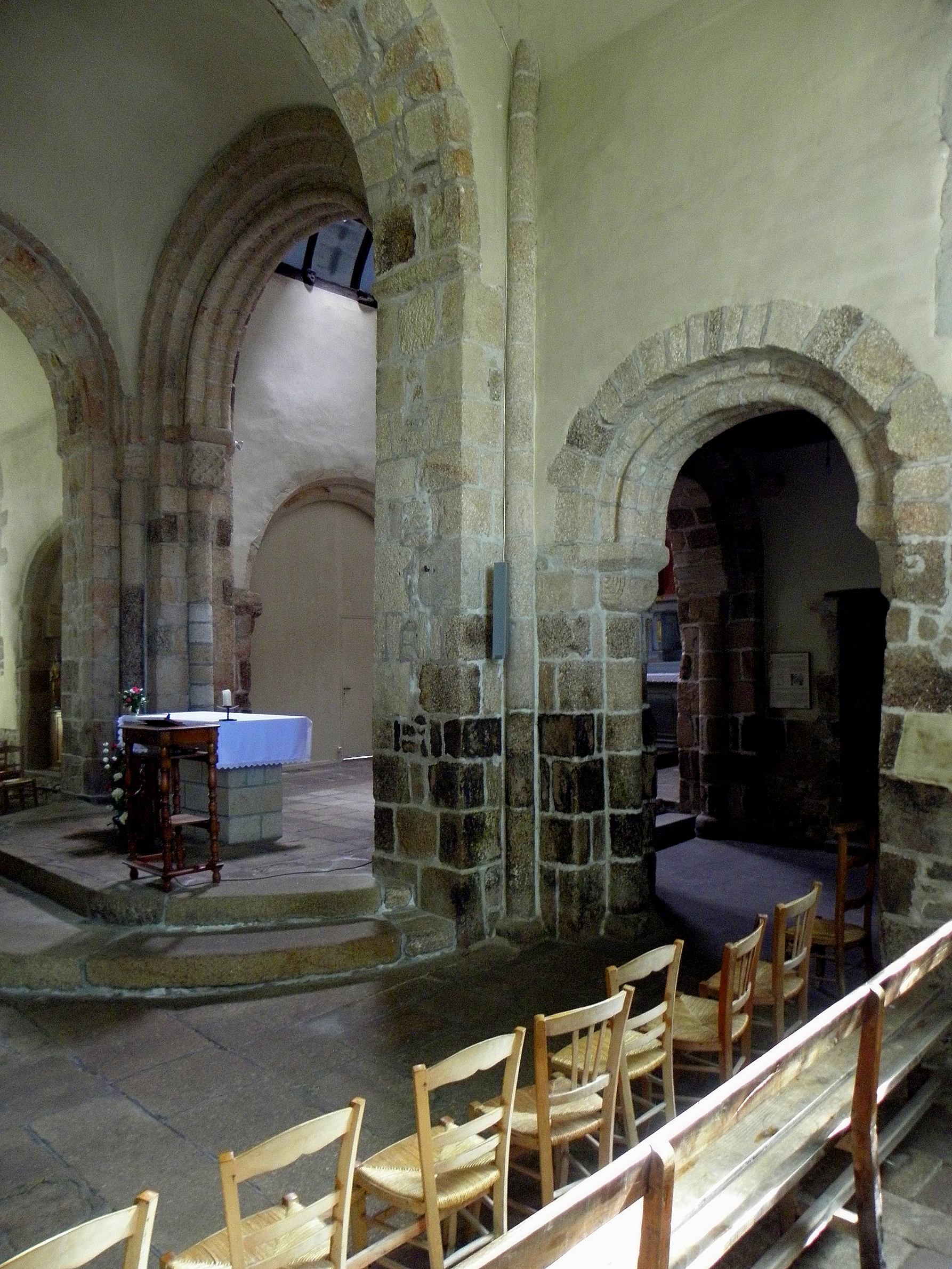
Ouverture des bas-côtés dans le transept

## Chapiteaux romans
L'église conserve 26 chapiteaux cubiques taillés dans un seul gros bloc de granite (dont dix sont lisses) et sept bases de colonnes. (originellement, toutes les colonnes étaient pourvues d'une base). Leur ornementation, faite de motifs linéaires variés, est remarquable :  entrelacs, spirales et damiers, mais aussi animaux et visages stylisés. On y reconnait avec surprise une swatiska ou croix gammée. Une base est sculptée d'une double empreinte de pieds humains, motif rappelant les décors mégalithiques. On retrouve de fortes similarités dans le répertoire décoratif dans d'autres églises romanes du pays Pourlet ((Église de la Trinité de Calan, Saint-Pierre-et-Saint-Paul de Langonnet, Saint-Pierre de Ploërdut). Ce répertoire décoratif est un courant majeur de la sculpture romane bretonne privilégiant la géométrie et stylisant les éléments figuratifs vers l'abstraction. Même si les motifs se retrouvent couramment dans d'autres régions (Normandie, Nord de l'Ile de France, Picardie...), il est rare que l'abstraction y prenne autant le pas sur la figuration.  

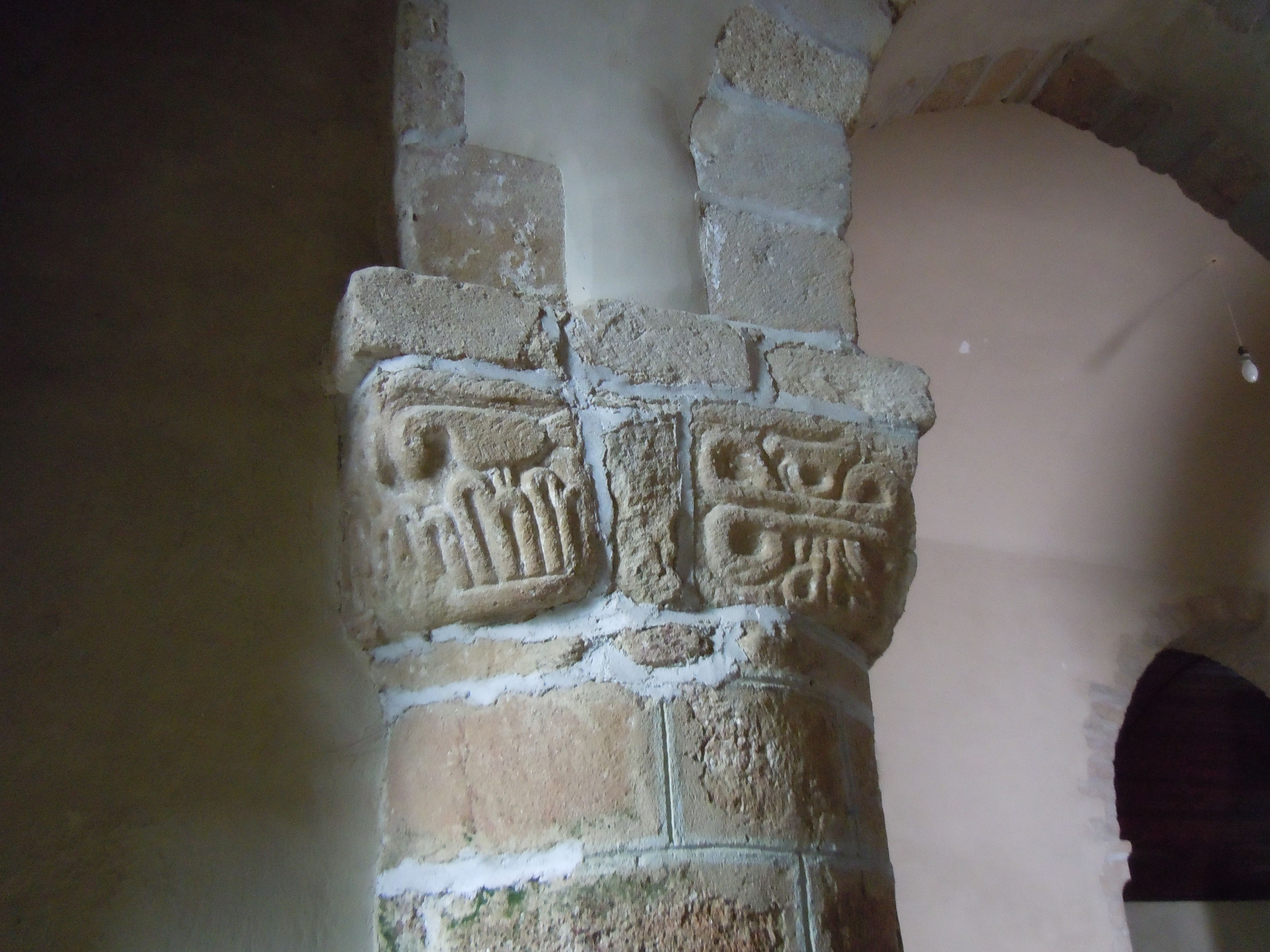
chapiteau de l'église orné de motifs dont un oiseau stylisé
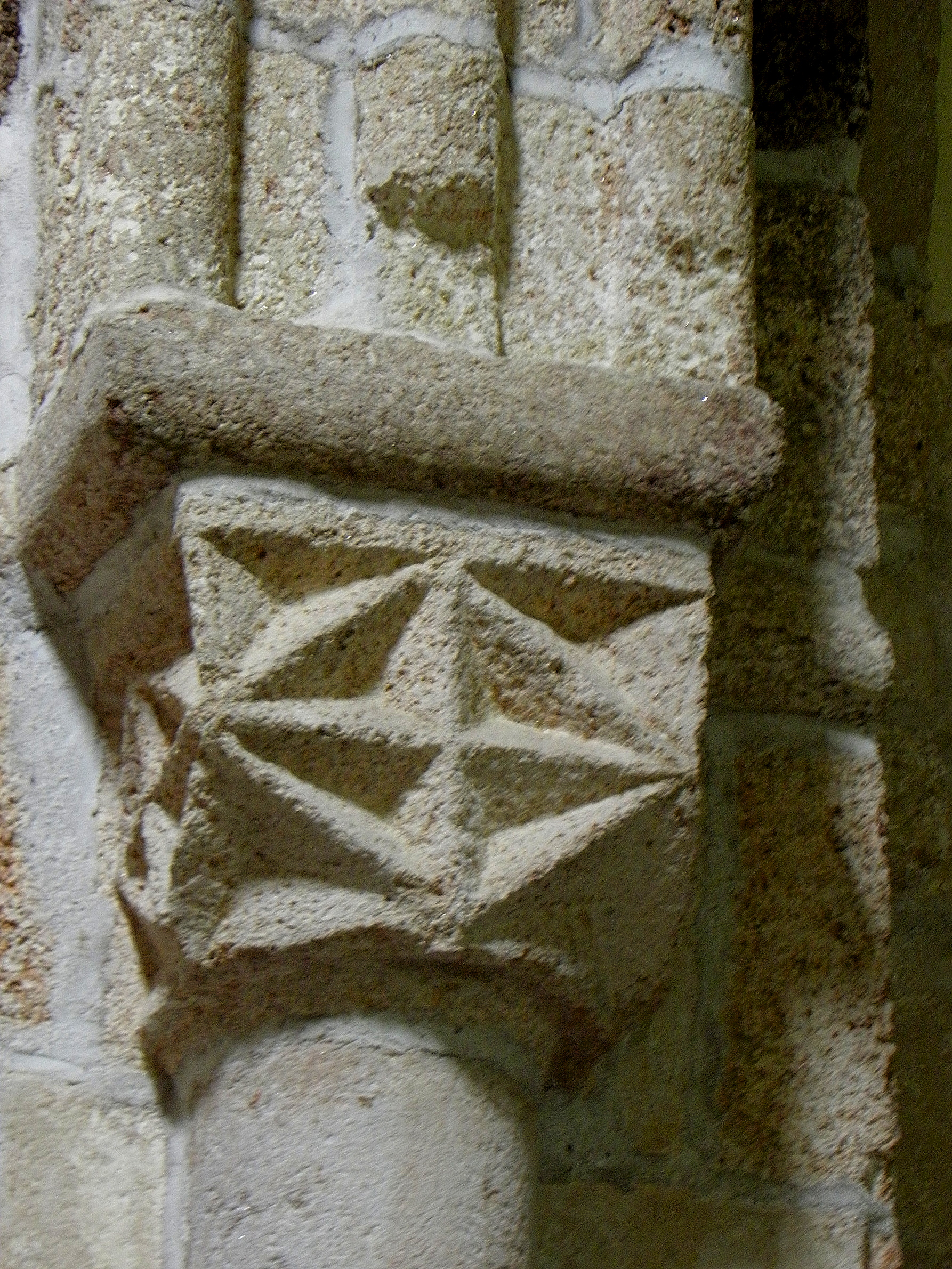
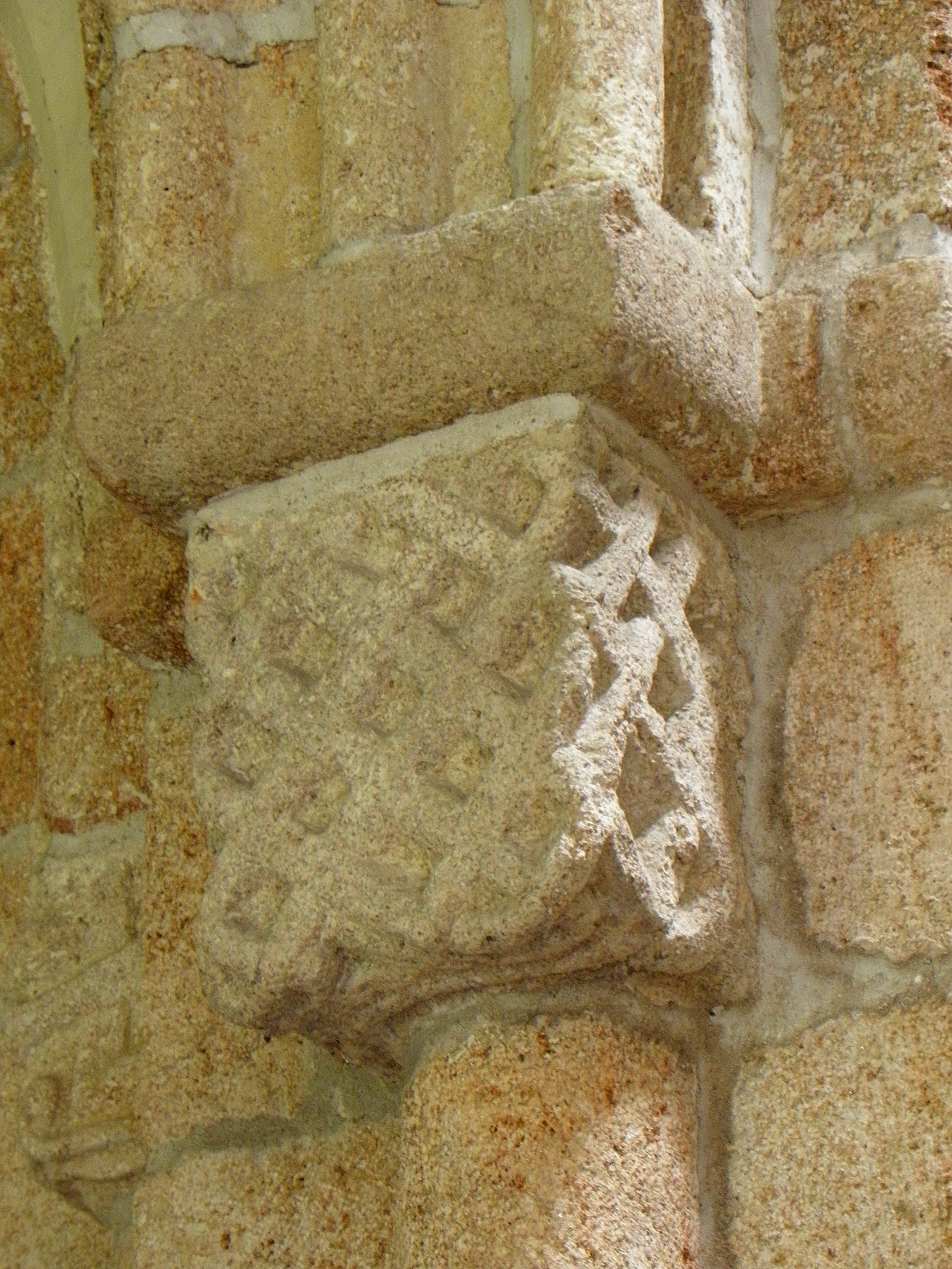
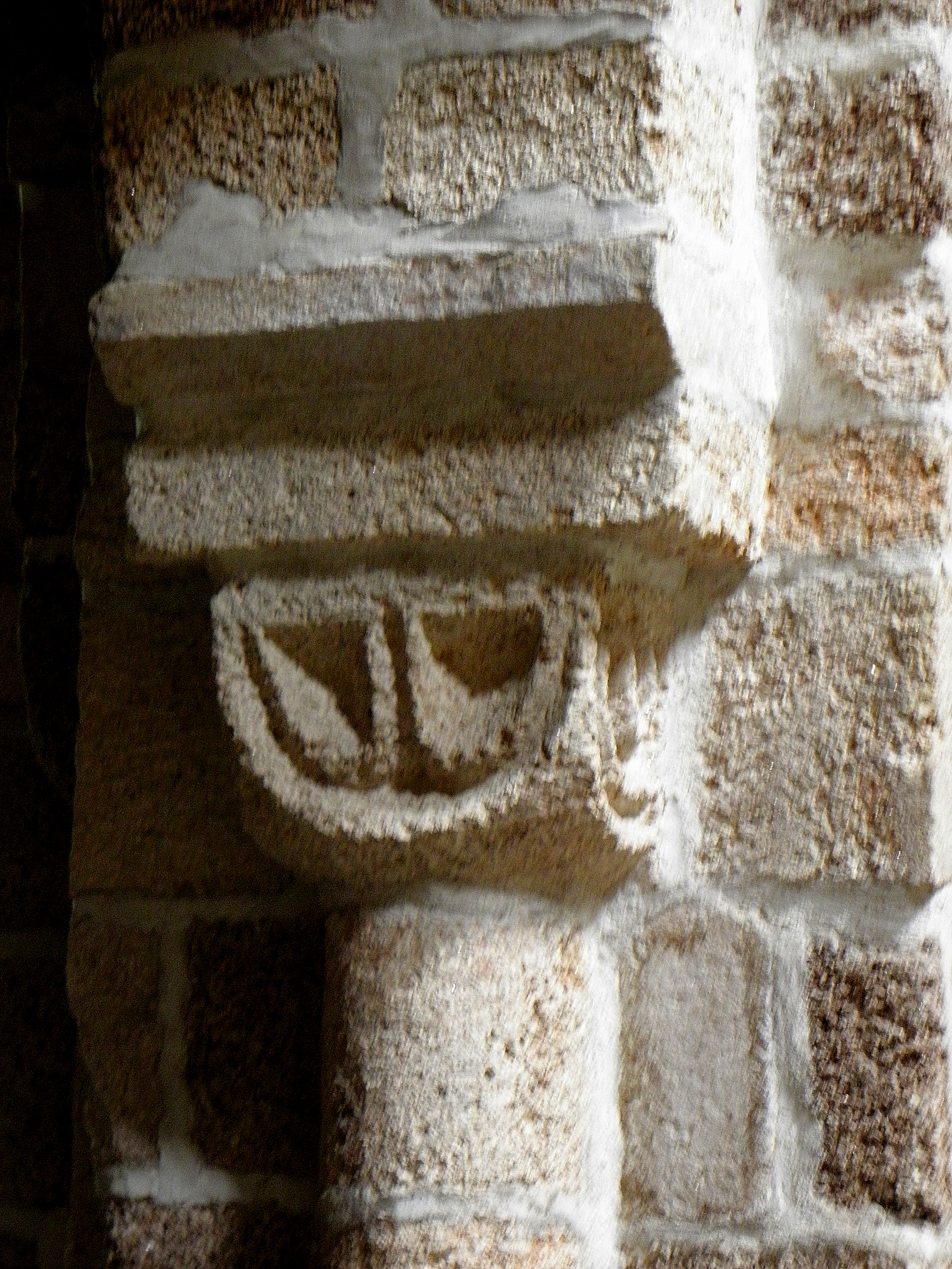
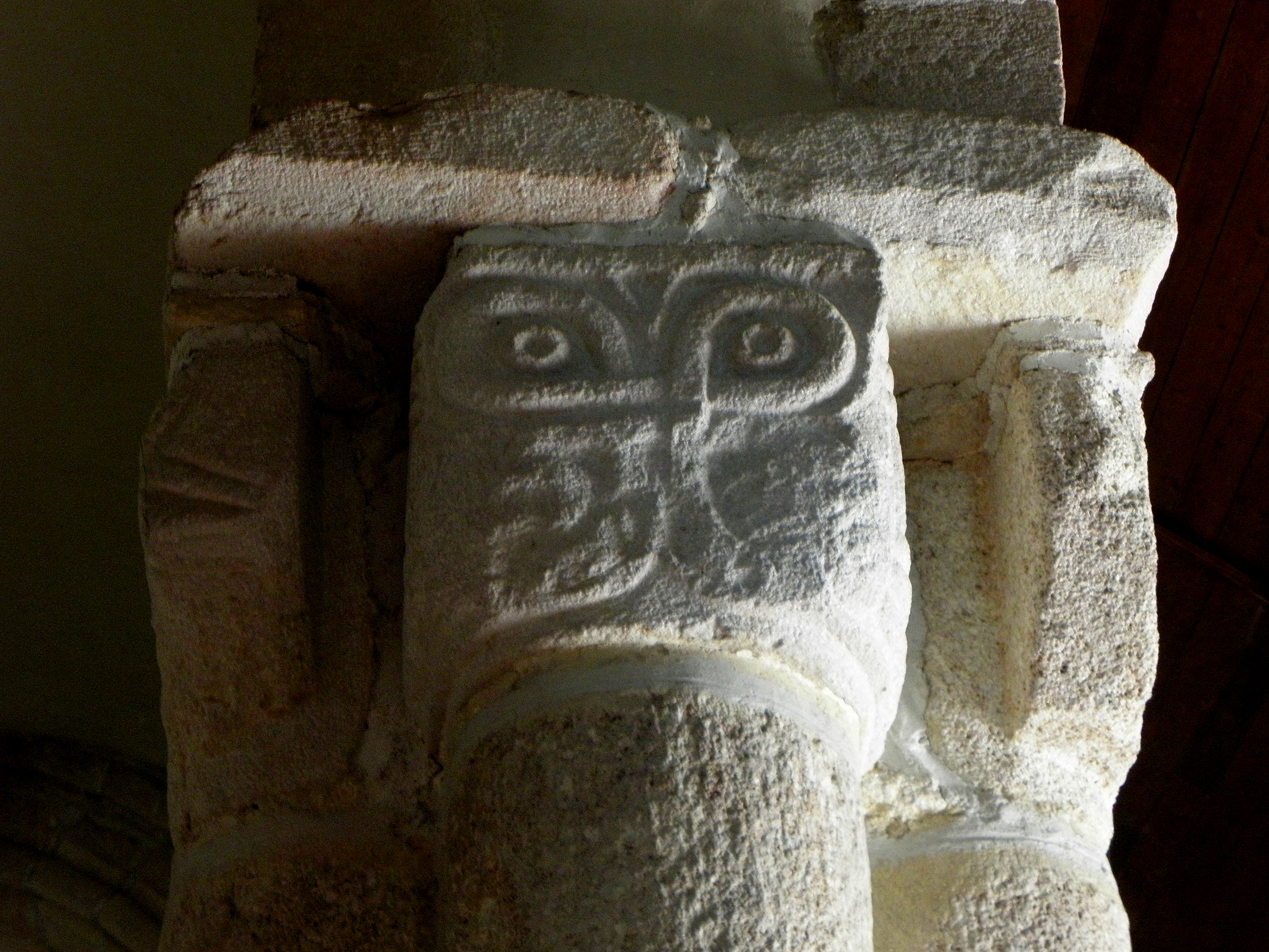
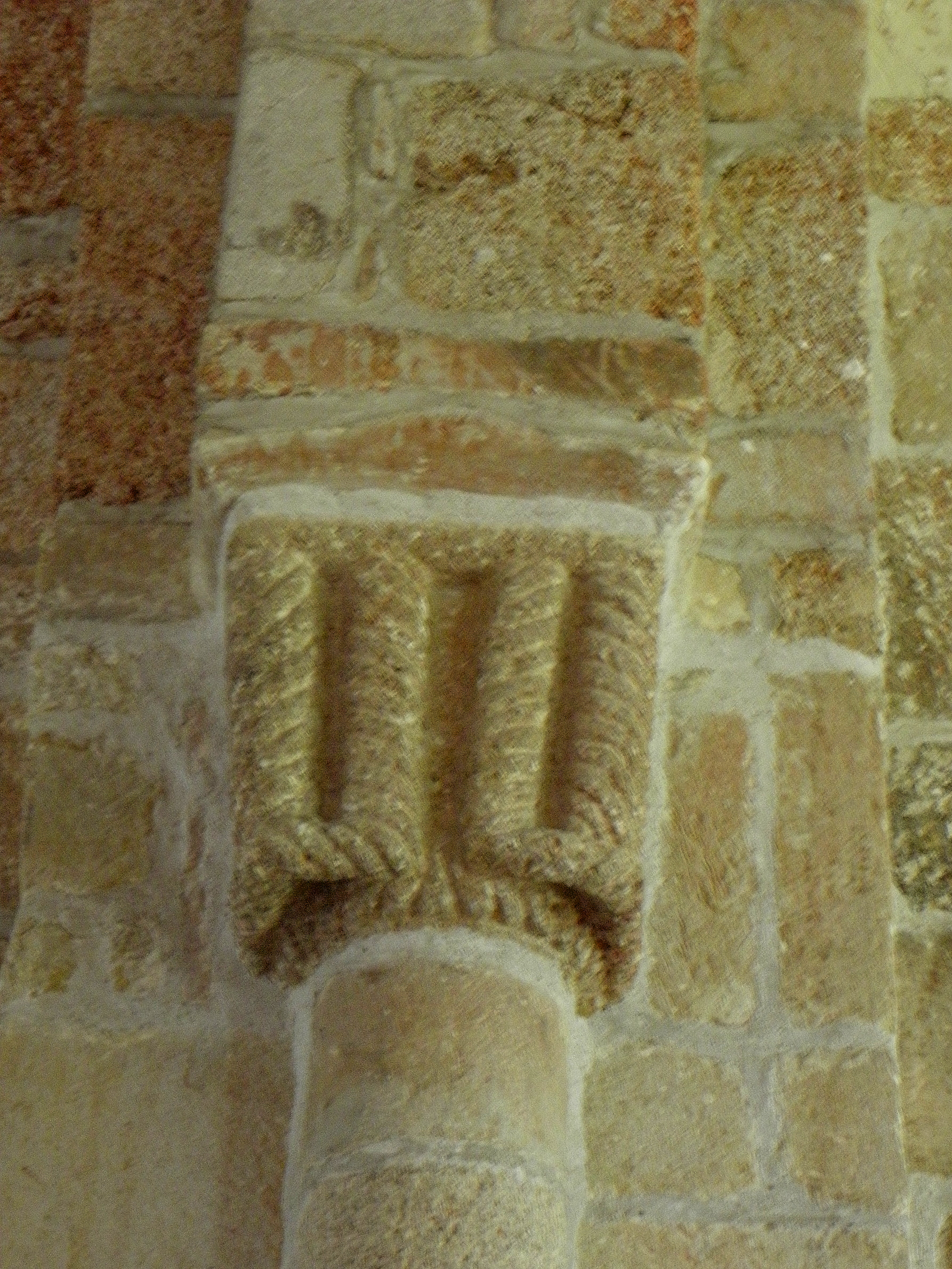
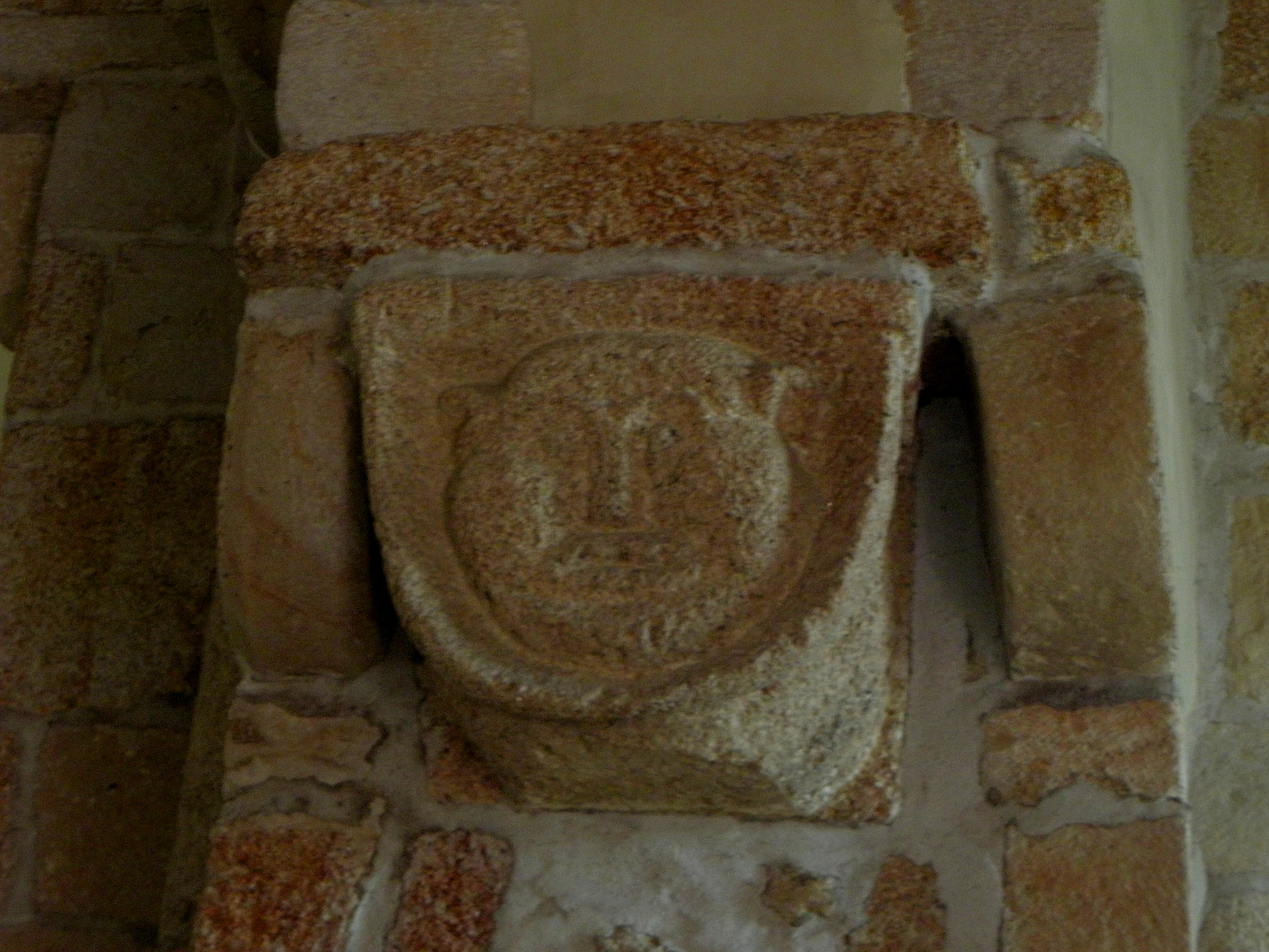